# Futbola Klubs Ventspils 2020
Questa voce raccoglie le informazioni riguardanti il Futbola Klubs Ventspils nelle competizioni ufficiali della stagione 2020.

## Rosa
Aggiornata al 26 dicembre 2020.
| N. |                     | Ruolo | Calciatore           |
| -- | ------------------- | ----- | -------------------- |
| 7  | Brasile (bandiera)  | C     | Lucas Villela        |
| 8  | Georgia (bandiera)  | C     | Beka Varshanidze     |
| 11 | Nigeria (bandiera)  | A     | Kazeem Aderounmu     |
| 12 | Nigeria (bandiera)  | P     | Dele Alampasu        |
| 14 | Lettonia (bandiera) | A     | Raiens Tālbergs      |
| 17 | Ucraina (bandiera)  | D     | Andrij Sachnevyč     |
| 18 | Lettonia (bandiera) | D     | Dmitrijs Litvinskis  |
| 19 | Georgia (bandiera)  | C     | Giorgi Eristavi      |
| 20 | Georgia (bandiera)  | D     | Giorgi Mchedlishvili |
| 21 | Lettonia (bandiera) | C     | Daniils Ulimbaševs   |
| 24 | Togo (bandiera)     | D     | Abdoul-Gafar Mamah   |

| N. |                     | Ruolo | Calciatore              |
| -- | ------------------- | ----- | ----------------------- |
| 25 | Lettonia (bandiera) | D     | Artūrs Ļotčikovs        |
| 26 | Lettonia (bandiera) | A     | Kaspars Kokins          |
| 28 | Francia (bandiera)  | C     | Chris Ondong            |
| 37 | Ucraina (bandiera)  | P     | Kostjantyn Machnovs'kyj |
| 70 | Brasile (bandiera)  | C     | Fabinho                 |
| 77 | Russia (bandiera)   | A     | Evgenij Kozlov          |
| 88 | Georgia (bandiera)  | D     | Giorgi Rekhviashvili    |
| 90 | Nigeria (bandiera)  | A     | Christian Pyagbara      |
| 95 | Lettonia (bandiera) | C     | Abdula Dženajevs        |
| 99 | Lettonia (bandiera) | A     | Kaspars Svārups         |